# La Planilla
Le Camp municipal La Planilla (en espagnol : Campo Municipal La Planilla), également connu sous le nom de La Planilla, est un stade omnisports espagnol (servant principalement pour le football) situé dans la ville de Calahorra, dans La Rioja.
Le stade, doté de 4 500 places et inauguré en 1946, sert d'enceinte à domicile aux équipes de football du Club Deportivo Calahorra et de l'Asociación de Fútbol Calahorra.

## Histoire
Le stade, situé au sud de la ville, est situé dans le complexe sportif La Planilla (composé d'une piscine municipale, de courts de tennis, d'un terrain de basket-ball ou encore d'une salle de musculation).
En 2018, il subit d'importantes rénovations. Les sièges sont changés et fixés au gradins (dans un style « à l'anglaise »), et les tribunes sont repeintes (en rouge et bleu).